# Patrick Bamford
Patrick James Bamford, född 5 september 1993 i Grantham, är en engelsk fotbollsspelare (anfallare) som spelar för Leeds United. Han kan också spela som offensiv mittfältare. Bamford har representerat Englands ungdomslandslag upp till U21-nivå.

## Klubblagskarriär

### Nottingham Forest
Bamford inledde sin karriär hos Nottingham Forest, och gjorde vid 18 års ålder sin proffsdebut för klubben den 31 december 2011.

### Chelsea
I januari 2012 värvades han av Chelsea för 1,5 miljoner pund. Han gjorde två mål i sin debut för reservlaget, och tillbringade fem år med London-klubben, större delen av tiden utlånad till olika klubbar i ligans tre högsta divisioner. 

#### MK Dons (lån)
Från november 2012 till januari 2014 var han i tre omgångar utlånad till MK Dons i League One, där han gjorde 21 mål på 44 matcher i alla tävlingar. Han vann ligans Player of the Month i december 2013.

#### Middlesbrough (lån)
Säsongen 2014/2015 tillbringade han med Middlesbrough, som slutade fyra i Championship och gick till playoffinal. Bamford spelade 38 ligamatcher, varav sex inhopp, och gjorde 17 mål. Han vann dessutom ligans utmärkelse som Championship Player of the Year. Efterföljande tre halvsäsongslån till klubbar i Premier League resulterade i mindre speltid, huvudsakligen som inhoppare, och inga mål.

### Middlesbrough
Den 18 januari 2017 återvände Bamford till Middlesbrough på permanent basis, efter att klubben köpt loss honom från Chelsea för 5,5 miljoner pund. Under våren 2017 spelade han åtta Premier League-matcher, varav två från start, och gjorde ett mål.
Säsongen därpå, under sin första fulla säsong i Middlesbrough efter succén 2014/2015 och efter att klubben flyttats ner till Championship, spelade han 41 ligamatcher, varav 23 från start. Han gjorde elva mål, de flesta efter att han flyttats till sin föredragna position som central anfallare efter att tidigare främst ha använts på kanten.

### Leeds United

#### 2018/2019
Den 31 juli 2018 värvades Bamford av Championship-konkurrenten Leeds United på ett fyraårigt kontrakt. Övergångssumman låg på 7 miljoner pund, med möjlighet att stiga till 10 miljoner beroende på framträdanden. Detta gjorde Bamford till Leeds dyraste värvning sedan 2001, då Robbie Fowler köptes från Liverpool för 11 miljoner pund.
Bamford debuterade för Leeds United den 11 augusti 2018 när han blev inbytt mot Kemar Roofe i Leeds bortaseger över Derby County med 1-4. Tre dagar senare startade han en ligacupmatch mot Bolton Wanderers och gjorde sitt första mål för klubben, som vann mötet med 2-1. Trots att Bamford sågs som en nyckelvärvning för Leeds fick han finna sig i att inleda säsongen på avbytarbänken medan anfallskollegan Roofe inledde säsongen lysande, och med fyra mål och två assist på de första sex ligamatcherna blev utsedd till divisionens bäste spelare i augusti 2018.
Den 7 september 2018 startade Bamford för Leeds Uniteds U23-lag mot Bristol City. Han gjorde matchens första mål i en seger med 5–0, men tvingades halta av planen efter en halvtimme med en knäskada. Veckan därpå meddelade Leeds att Bamford hade drabbats av en korsbandsskada och väntades bli borta från spel i fyra månader. Efter att ha missat 14 a-lagsmatcher på grund av skadan var han tillbaka i spel den 15 december och gjorde sitt första seriemål för Leeds när Bolton Wanderers besegrades med 1–0, men bara en vecka senare drabbades han av en ny men separat ligamentskada i samma knä som tidigare, när en medspelare föll på honom under träning. Bamfords nästa match blev ett inhopp hemma mot Norwich City den 2 februari, där han på nytt gjorde mål i en comeback när han reducerade till 1–3 i slutminuterna.
Bamfords första säsong i Leeds United kunde till sist summeras med 10 mål på 25 matcher i alla tävlingar, varav 18 från start.

#### 2019/2020
Efter att Roofe sålts till Anderlecht strax innan säsongen 2019/2020 började, blev Bamford förstaval i den centrala anfallsrollen. Han gjorde fyra mål på de första fem seriematcherna, och blev nominerad till PFA Fans' Player of the Month för augusti 2019. Efter hans framgångsrika säsongsinledning gick Bamford tio raka seriematcher utan mål, och Leeds manager Marcelo Bielsa hade till hemmamatchen mot Queens Park Rangers den 2 november beslutat sig för att låta Arsenal-lånet Eddie Nketiah få starta istället. Nketiah skadade sig dock under träning dagen innan matchen, och under hans frånvaro återfann Bamford målformen med tre mål och två assist på fyra matcher under november.

## Landslagskarriär
Bamford spelade en U18-landskamp för Irland, vilket han är kvalificerad att göra genom sina morföräldrar, innan han valde att istället representera England. Han debuterade för Englands U18-landslag i november 2010 i en 3-0-seger mot Polen. Den 19 november 2013 debuterade han för U21-landslaget i en seger med 9-0 över San Marino.
I mars 2018 uttryckte Irlands förbundskapten Martin O'Neill en förhoppning att Bamford skulle välja att spela för det irländska landslaget, något som ännu är möjligt då han inte representerat England på a-lagsnivå.
Bamford debuterade för det engelska landslaget den 5 september 2021 i en 4–0-vinst över Andorra.